# Fogas (hal)
A fogassüllő vagy süllő (Sander lucioperca) a sugarasúszójú halak (Actinopterygii) osztályába, a sügéralakúak (Perciformes) rendjébe és a sügérfélék (Percidae) családjába tartozó faj. Nagyobb példányait a fogas névvel különböztetik meg.
A süllő Európában honos, megtalálható a Brit-szigetektől egészen Oroszország középső részéig. Magyarországon a nagyobb folyókban és tavakban is előfordul ez a kiváló sporthal, mely a halász- és horgászzsákmányt érintően is jelentős. Gazdaságilag fontos faj, a magyar konyha nevezetes halétele és a balatoni fogasnak köszönhetően népszerűsége töretlen.

## Elterjedés
Közép- és Kelet-Európában elterjedt faj, de másfelé is betelepítették. A Kárpát-medence vizeiben őshonos, a keleti elterjedési határa az Aral-tó. Hiányzik azonban Nyugat- és Dél-Európából, bár Olaszországban telepítik.

### Élőhelye
A nem túlságosan gyors folyószakaszokon, a jó oxigénellátottságú, szennyezésektől mentes állóvizekben érzi jól magát. Jól alkalmazkodik a sókoncentráció változásához, így félsós, torkolat közeli tengeröblökben is megél. Elkerüli viszont a laza üledékkel fedett mederrészeket és az elmocsarasodó vizeket, mivel a lebegő iszapfelhő szemcséi a kopoltyúlemezei közé jutva a hal pusztulását okozhatja. A kis folyóknak inkább csak a torkolatában fordulnak elő a befogadó nagyobb folyóból felúszó fiatalabb példányok.

## Megjelenése
Erősen megnyúlt, oldalról összenyomott, aránylag alacsony hátú hal. Feje nagy, szintén oldalról lapított, orrhossza jóval meghaladja a szem átmérőjét. Csúcsba nyíló szája is nagy, fölső állkapcsának vége eléri a szem hátsó vonalát, esetleg azon is túlér. Szájában erős fogak ülnek, melyek között nagyobb, a többi közül kiemelkedő ebfogak is találhatók. Két hátúszója közül az elsőben 13-17 tüske, a másodikban 19-24 elágazó sugár számlálható. Farokúszója jól fejlett, a széle mérsékelten bemetszett. Anális úszója rövid, benne 11-13 osztott sugár van. Hasúszói a mellúszók alatt, de azoknál kicsivel hátrébb foglalnak helyet. Pikkelyei aprók, számuk az oldalvonalon 80-100. Zöldesszürke alapszínét szabálytalan alakú és elrendeződésű sötétebb harántsávok mintázzák. A nagyobb példányok 50–60 centiméter hosszúak, de egy méternél nagyobb is lehet. Legfeljebb 20 kilogramm súlyúak. 45-47 csigolyája van.

## Hasonló fajok
Egészen az 1700-as évekig azt gondolták, hogy a süllő a csuka és a sügér keveréke. Az 1500-as években ezért adta neki a svájci zoológus Conrad Gessner  a Lucio-perca nevet, ami "csukasügért" jelent. A süllőről szóló leírásában többek között a következőket írta:
Mindezek ellenére a legjobban hasonlít hozzá legközelebbi rokona, a kősüllő, de az kissé zömökebb, szája kisebb - fölső állkapcsának vége legfeljebb a szem középvonaláig ér -, kifejlett példányainak nincsenek ebfogai, és oldalán a harántsávok határozottabbak. A csapósügér teste még zömökebb, és első hátúszója végén fekete foltot visel.

### Azonosítása határozóképlettel
A halak közeli rokon fajainak azonosításához sok esetben nem segít az egyszerű szemrevételezéses vizsgálat, akkor a pontos meghatározás elősegítésére alaposan meg kell vizsgálni az adott hal morfológiai tulajdonságait.
Az alábbi táblázat ehhez ad segítséget a fogassüllő, a kősüllő és a csapósügér határozóképletének adataival.
| Tudományos név    | Magyar név  | pikkelyképlet      | garatfogképlet | úszósugár hátúszó            | úszósugár farokalatti |
| ----------------- | ----------- | ------------------ | -------------- | ---------------------------- | --------------------- |
| Sander lucioperca | fogassüllő, | 80 12-16/16-24 100 | -              | D1:XIII-XVII, D2:I-III/19-24 | II-III/11-13          |
| Sander volgensis  | kősüllő,    | 70 10-11/17-20 83  | -              | D1:XII-XIV, D2:I-II/20-22    | II/9-10               |
| Perca fluviatilis | csapósügér, | 57 6-10/12-18 77   | -              | D1:XII-XVII, D2:I-III/12-16  | II/7-9                |

## Életmódja
Oxigénigényes hal, ezért a folyó vizekben elsősorban a kavargó és örvénylő részeken fordul elő. A mederben nagyobb kő vagy tuskó mellett szívesen tanyázik, szereti a búvóhelyeket, ahol csoportosan előfordulhat (süllő tanya). Az adott vízterületen gyakori halak közül válogatja táplálékát, nem annyira faj, mint inkább méret alapján szelektálva közöttük, a kisebb méretűeket részesítve előnyben és ezért lehet halszelettel csalizott készséggel kapásában bízni. Valószínűleg lassúbb emésztése miatt nem olyan falánk ragadozó, mint a dunai galóca vagy a csuka. A horgászok a süllő kapására tavasszal és ősszel napközben, nyáron pedig reggel, délután és éjszaka is számíthatnak. Rablására jellemző, hogy előle a kishalak legyezőszerűen menekülnek. Ha elvéti áldozatát, visszavonul és nem üldözi tovább a prédát.

## Szaporodás
Ivarérettséget 3-4 éves korban éri el, március-áprilisban szaporodik. Tavasszal a hímek a fél méternél mélyebb, kemény aljzatú vizeket keresik fel, ahol a fészeknek alkalmas növényzetet - folyóknál az elöntött hullámtéri vegetációt vagy a parti fűzfák kimosott gyökérzetét - letisztogatják. A nőstények erre rakják ikrájukat, amelyet a megtermékenyülés után egészen a kikelésig őriznek. Az ikraszemek átmérője 1-1,5 mm, számuk testtömeg-kilogrammonként körülbelül 180 ezer.

## Kárpát-medencei elterjedése, jelentősége
Magyarországon a legértékesebb és legkeresettebb halak egyike. Részesedése a halász- és horgászzsákmányban egyaránt jelentős, tehát a süllőállomány gazdasági szempontból is igen komoly értéket képvisel. A magyar konyha nevezetes halételét a szálkanélküli húsa miatt méltán nevezetes balatoni fogast ebből a halból készítik. A szép ezüstszínű balatoni fogassüllőt egészben sütik meg, citromkarikával díszítik és tepsis burgonyával tálalják.
Magyarországon a legkisebb kifogható méret 30 centiméter. Tilalmi időszak március 1-jétől - április 30-ig van. Magyarországon a Magyar Horgászban közölt horgászrekord szerint 14,96 kilogramm a legnagyobb süllő, mely 2007-ben került horogvégre. A világrekord: 18,70 kg, melyet 1990-ben Ausztriában a Dunából fogtak, ennek a halnak a hossza 116 centiméter volt.

## Galéria

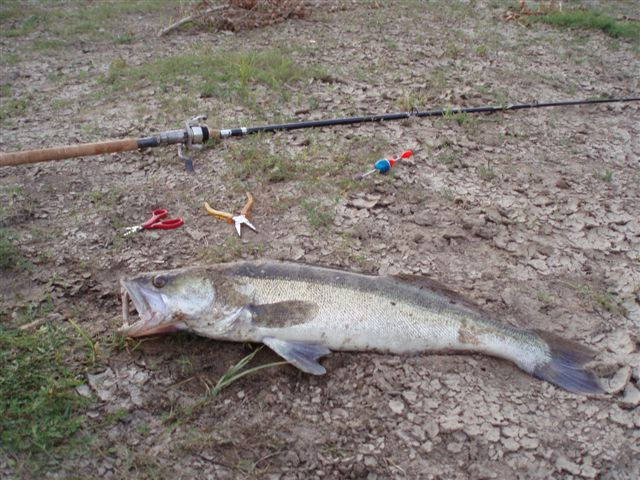
Úszós készséggel fogott süllő
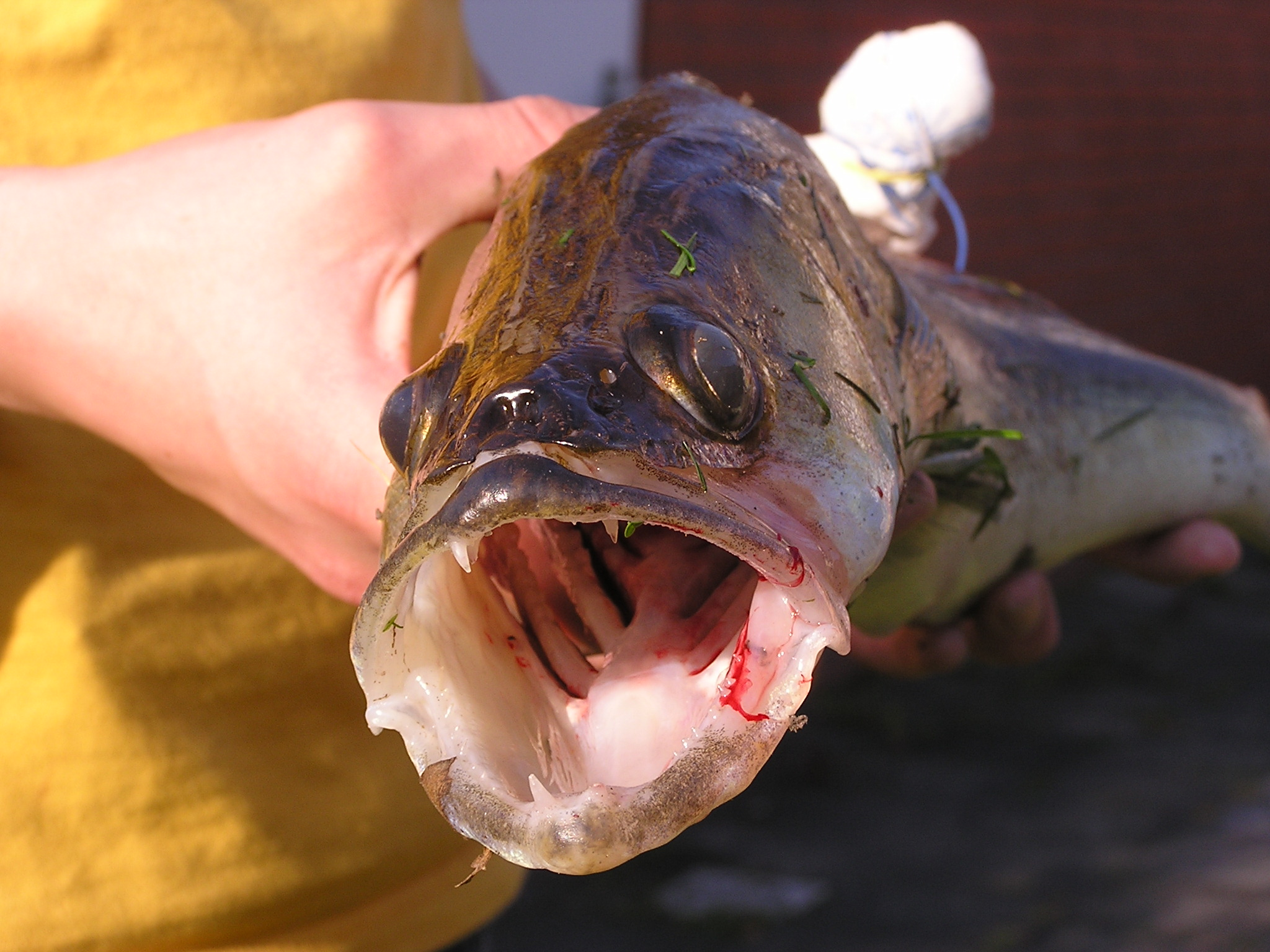
A süllő szája
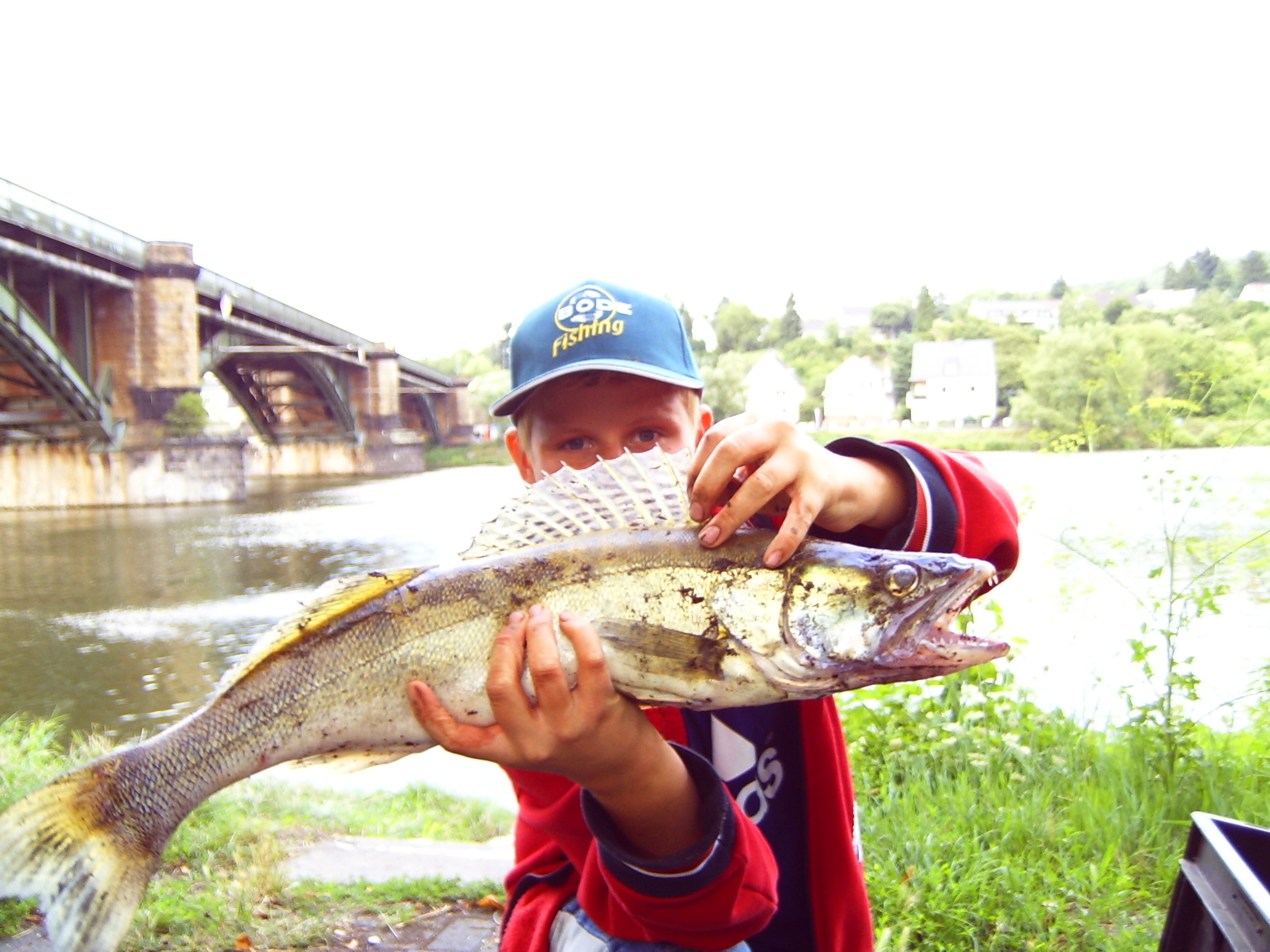
Egy szerencsés horgász zsákmánya 1.
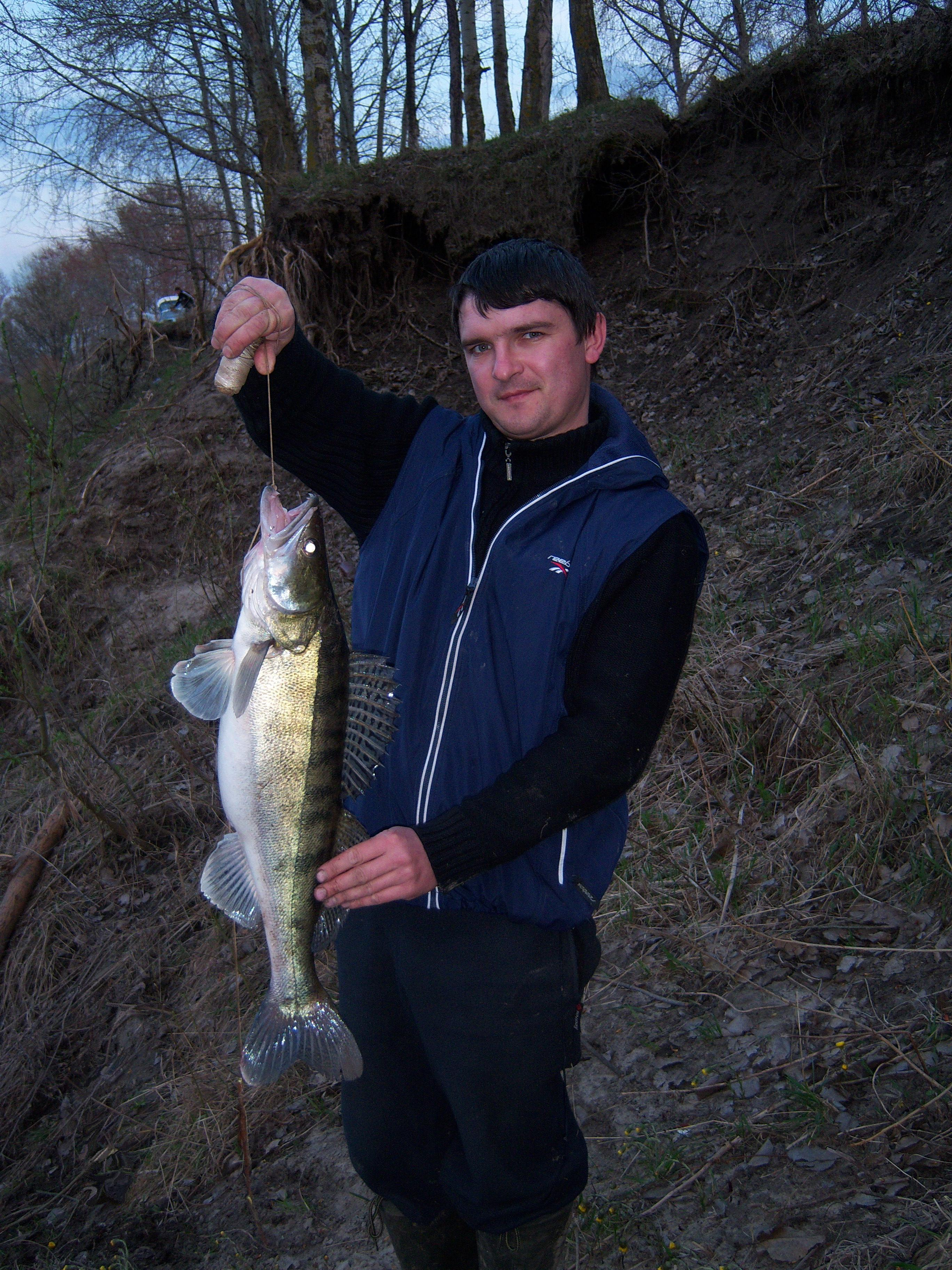
Egy szerencsés horgász zsákmánya 2.

### Internetes leírások a süllőről
- A faj szerepel a Természetvédelmi Világszövetség Vörös Listáján. IUCN. (Hozzáférés: 2012. május 21.)
- A faj adatlapja a FishBase oldalán. FishBase. (Hozzáférés: 2012. május 21.)
- European Pike-perch Sander lucioperca (Linnaeus, 1758). BioLib.cz. (Hozzáférés: 2011. szeptember 18.)
- A taxon adatlapja az ITIS adatbázisában. Integrated Taxonomic Information System. (Hozzáférés: 2012. május 22.)
- Sander lucioperca Zander (angol nyelven). Encyclopedia of Life. (Hozzáférés: 2012. május 22.)
- Sander lucioperca (Linnaeus, 1758) (angol nyelven). UNEP-WCMC Species Database. (Hozzáférés: 2012. május 22.)[halott link]
- Sander lucioperca (Linnaeus, 1758) (angol nyelven). WORMS World Register of Marine Species. (Hozzáférés: 2012. május 22.)

Ennek a különleges német halnak a feje egy csukáé, de a testének többi része meg egy sügér.